# لوكاس بيريرا
لوكاس بيريرا (بالبرتغالية: Lucas Pereira‏) هو لاعب كرة قدم برازيلي في مركز الهجوم، ولد في 5 فبراير 1982 في كامبيناس في البرازيل، وتوفي بنفس المكان في 20 يونيو 2021 بسبب مرض فيروس كورونا 2019. لعب مع إثنيكوس وسوون سامسونغ بلووينغز ونادي أجاكسيو ونادي المرخية ونادي ساو كايتانو.

## وصلات خارجية
- لوكاس بيريرا على موقع دوري كوريا الجنوبية (الإنجليزية)
- لوكاس بيريرا على موقع رابطة كرة القدم الفرنسية للمحترفين (الإنجليزية)
- لوكاس بيريرا على موقع قاعدة بيانات كرة القدم.إي يو (الإنجليزية)
- لوكاس بيريرا على موقع ليكيب (الفرنسية)